# 约瑟夫·贝姆

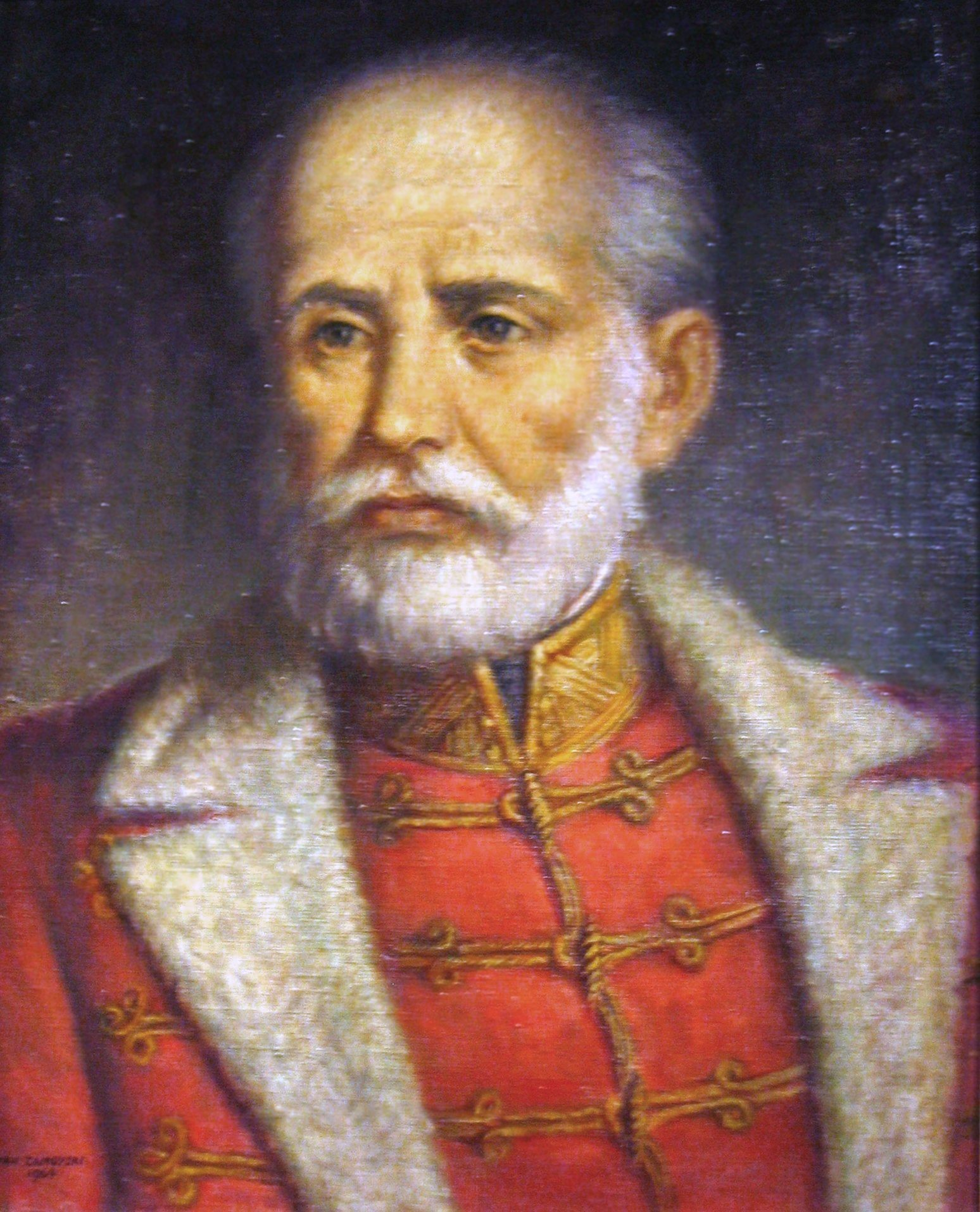
约瑟夫·贝姆

约瑟夫·扎哈里亚什·贝姆（波蘭語：Józef Zachariasz Bem，1794年3月14日—1850年12月10日），土耳其名字为穆拉特帕夏（土耳其語：Murat Paşa），是波兰工程师兼将军、奥斯曼帝国帕夏和波兰和匈牙利的民族英雄。他在波兰以外的多地作战，曾参与1848年匈牙利革命。他与欧洲其他爱国运动，如塔德乌什·柯斯丘什科和扬·亨利克·东布罗夫斯基领导的运动有一定联系。